# Daugavpils
Daugavpils (rusă Даугавпилс, Двинск,  poloneză Dyneburg) este un oraș din sud-estul Letoniei, fiind al doilea cel mai mare oraș din această țară după numărul de locuitori. Orașul se află pe malul râului Daugava, de unde îi și provine denumirea. Este unul dintre cele 9 orașe republicane ale Letoniei, având o administrație separată de cea a raionului înconjurător.

## Demografie

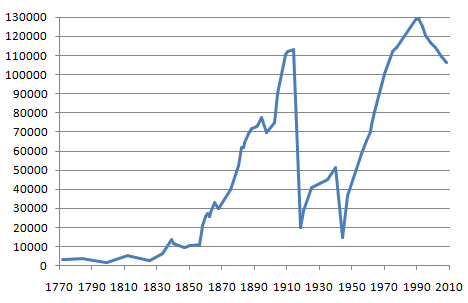
Dinamica evoluției populației în perioada 1772–2008

La 1 ianuarie 2012, populația orașului a fost de 101.057 de locuitori.
| \| Populația orașului conform recensământului din 2011[4] \| Populația orașului conform recensământului din 2011[4] \| Populația orașului conform recensământului din 2011[4] \| Populația orașului conform recensământului din 2011[4] \| Populația orașului conform recensământului din 2011[4] \| \| ------------------------------------------------------ \| ------------------------------------------------------ \| ------------------------------------------------------ \| ------------------------------------------------------ \| ------------------------------------------------------ \| \| \| \| \| \| \| \| Ruși \| Ruși \| \| 53.6% \| 53.6% \| \| Letoni \| Letoni \| \| 19.8% \| 19.8% \| \| Polonezi \| Polonezi \| \| 14.2% \| 14.2% \| \| Belaruși \| Belaruși \| \| 7.2% \| 7.2% \| \| Ucraineni \| Ucraineni \| \| 1.9% \| 1.9% \| \| Lituanieni \| Lituanieni \| \| 1.0% \| 1.0% \| \| Alții \| Alții \| \| 2.3% \| 2.3% \| |            |  |       |       |
| Populația orașului conform recensământului din 2011 |            |  |       |       |
| |            |  |       |       |
| Ruși | Ruși       |  | 53.6% | 53.6% |
| Letoni | Letoni     |  | 19.8% | 19.8% |
| Polonezi | Polonezi   |  | 14.2% | 14.2% |
| Belaruși | Belaruși   |  | 7.2%  | 7.2%  |
| Ucraineni | Ucraineni  |  | 1.9%  | 1.9%  |
| Lituanieni | Lituanieni |  | 1.0%  | 1.0%  |
| Alții | Alții      |  | 2.3%  | 2.3%  |